# 울산도서관
울산도서관(蔚山圖書館)은 울산광역시 남구에 있는 도서관이다.

## 연혁
- 2009년 8월 시립도서관 건립 타당성 연구용역
- 2010년 4월 대표도서관 설치 · 운영 등에 관한 조례 제정
- 2013년 1월 시립도서관 건립 부지 결정
- 2013년 8월 시립도서관 건립계획 확정
- 2013년 10월 지방재정 중앙 투 · 융자사업 심사승인
- 2013년 12월 시립도서관 건립 설계용역 예산확보
- 2014년 5월 복권기금 대상사업 확정
- 2014년 10월 공유재산 관리계획 승인
- 2015년 6월 도서관 설계자문위원회 개최(3회), 기본 및 실시설계 완료
- 2015년 11월 건축허가 및 도시계획시설사업 실시계획 연가
- 2015년 12월 건립공사 계약 및 착공
- 2016년 6월 시립도서관 건립공사 기공식[1]
- 2016년 7월 시립도서관팀 신설(인재교육과)
- 2016년 12월 울산도서관 명칭 제정
- 2017년 4월 울산도서관 통합이미지(LI) 개발
- 2017년 5월 울산도서관 운영 종합계획 수립 완료
- 2017년 7월 울산도서관추진단 발족 및 운영시스템 구축 예산 확보, 울산도서관 개관준비 로드맵 수립
- 2017년 8월 운영시스템 구축 사업(가구, 장서, 정보화시스템 등)발주
- 2018년 1월 울산도서관 공사 준공 및 울산도서관 조직 신설
- 2018년 4월 운영시스템 구축 완료 및 시범운영
- 2018년 4월 26일 울산도서관 개관식 및 운영[2][3]

## 시설 현황
- 자 료 실│어린이/유아 자료실, 디지털자료실, 연속간행물실(영상실 3개소), 장애인자료실(대면낭독실 3개소), 종합자료실(스터디룸 4개소)
- 문화공간│대강당, 전시실, 종합영상실, 문화교실, 동아리실, 세미나실
- 업무공간│사무실, 관장실, 회의실, 정보통신실, 정리실, 보존서고, 자원봉사자실
- 편의시설│수유실(2개소), 북카페, 식당, 물품보관함, 음수대(4개소), 복사실(2개소)
- 야외공간│향유마당, 꿈마루 동산, 101인의 책상, 미러폰드, 폭포

## 도서관 이용안내
- 이용대상: 울산도서관은 도서관 자료 열람을 원하는 누구나 이용이 가능합니다.

※ 단, 대출, 디지털자료실 좌석예약 등 일부 서비스는 회원등을 발급받은 회원(정회원)만 이용이 가능합니다.
- 이용시간: 화~일│09:00~18:00(단 3층 종합자료실 평일 09:00~21:00)

휴관일│매주 월요일, 법정공휴일, 관장이 필요하다고 인정하는 경우
※ 토 · 일요일이 법정 공휴일과 겹칠 경우 휴관
- 층별(실별)이용안내
- 대표전화: 266-5670

| 층별 | 실명           | 좌석수 | 이용대상                               | 이용내용                                                                                          | 이용시간    | 이용시간    | 이용문의 |
| 층별 | 실명           | 좌석수 | 이용대상                               | 이용내용                                                                                          | 화~금요일   | 토·일요일   | 이용문의 |
| ---- | -------------- | ------ | -------------------------------------- | ------------------------------------------------------------------------------------------------- | ----------- | ----------- | -------- |
| 1층  | 어린이 자료실  | 221    | 초등학생 이하 (보호자 동반 가능)       | - 영유아 및 어린이자료 열람, 대출, 반납 - 영유아 · 어린이 문화교실                                | 09:00~18:00 | 09:00~18:00 | 266-5671 |
| 1층  | 디지털 자료실  | 41     | 중학생 이상 ※ 초등학생이하 보호자 동반 | - 각종 디지털자료 열람 서비스 및 좌석이용 예약제 운영 - 프린터 · 복합기 등 이용                   | 09:00~18:00 | 09:00~18:00 | 266-5672 |
| 1층  | 연 속 간행물실 | 58     | 중학생 이상 ※ 초등학생이하 보호자 동반 | - 국내외 연속간행물 및 신문 열람 ※ 대출불가                                                       | 09:00~18:00 | 09:00~18:00 | 266-5672 |
| 1층  | 장애인 자료실  | 23     | 장애인 및 65세 이상 (보호자 동반 가능) | - 특수자료 열람 - 제한된 자료 대출, 반납 - 보조공학기기 및 대면낭독실 이용                        | 09:00~18:00 | 09:00~18:00 | 266-5672 |
| 2층  | 식당           |        | 누구나가능                             | N/A                                                                                               | 10:30~18:30 | 10:30~15:30 | N/A      |
| 2층  | 북카페         |        | 누구나가능                             | N/A                                                                                               | 10:00~20:00 | 10:00~18:00 | N/A      |
| 3층  | 종 합 자료실   | 438    | 중학생이상 ※ 초등학생이하 보호자 동반  | - 일반 · 청소년 · 다문화자료 열람 및 대출, 반납 - 울산지역자료 관내열람 - 스터디룸 및 복사실 이용 | 09:00~21:00 | 09:00~18:00 | 266-5673 |

- 회원가입
  - 회원자격│-울산광역시에 주민등록이 되어있는 자 -울산광역시 소재 직장이나 학교에 재직 또는 재학하는 자 -울산광역시에 거주하는 재외동포 국내거소 신고자 및 외국인 등록자
- 구비서류

| 구분 | 확인 서류 |
| --- | --- |
| 성 인 | 신분증 |
| 청소년 | 신분증(생년월일, 본인확인 및 소재지, 소재학교 확인가능한 신분증)                                                                 |
| 영유아 및 초등학생 | 보호자(법정대리인) 동행 후 보호자(법정대리인) 신분증과 가족관계를 증명할 수 있는 서류(의료보험증 및 주민등록등본 등)를 함께 제시 |
| 울산광역시 소재 직장인 | 신분증과 사원증 또는 재직증명서(본인확인과 직장소재지확인 가능한 신분증)                                                         |
| 울산광역시 소재 대학교이상 재학생 | 신분증과 학생증(본인확인과 학교소재지 확인 가능한 신분증)                                                                        |
| 외국인 등록자 | 외국인등록증(본인확인과 소재지 확인 가능한 신분증)                                                                               |
| ※ 장애인 및 65세 이상인 사람은 대리인이 위임장, 위임자 및 피위임자 신분증, 장애인복지카드 또는 증명서를 함께 제시 후 회원에 가입할 수 있습니다. | |

- 회원가입절차│도서관 홈페이지 가입 후 도서관에 방문하여 회원증 발급

※ 울산도서관 홈페이지 회원으로 가입하신 후 도서관에 방문하여 신분증을 제시하셔야 정회원으로 처리
된 후 회원증 발급이 가능합니다.
- 회원증 발급처 및 발급시간

- 1층 로비 │09:00~17:00
- 1층 디지털자료실│09:00~18:00
- 3층 종합자료실 │평일 09:00~21:00, 주말 09:00~18:00
- 발급비용│무료

※ 분실 또는 훼손으로 인한 재발급은 재발급 신청서와 신분증을 제시한 후 7일 이후 가능합니다.
- 도서 대출 및 반납
  - 대출대상│울산도서관 회원증 소지자(정회원)
  - 대출권수│1인 5권
  - 대출기간│대출일 포함 15일 이내(대출연장 불가) ※ 반납일을 포함하여 3일 경과후 재대출 가능하며 대풀한 자료의 반납기한을 초과한 경우 연체일수만큼 대출을 일시 정지합니다.
  - 대출 및 반납방법│각 자료실 데스크 및 자가대출반납기, 무인반납기(반납만 가능)
  - 대출불가자료│참고도서, 연속간행물, 소책자, 울산지역자료, 귀중도서
- 무인예약대출기 이용안내
  - 설치장소│1층 부출입구 입구(무인예약대출기)
  - 이용방법│대출중인 도서 예약자에 한함
  - 보관기간│대출가능 문자 수신일 포함 3일(기간 내 미수령 시 자동 예약 취소)
- 대관시설 이용안내
  - 이용대상│대강당, 전시실, 문화교실, 동아리실, 세미나실

※ 신청방법 및 이용시간, 이용금액 등 상세내용은 홈페이지 참조
- 무인반납
  - 설치장소│1층 부출입구 입구(무인반납기)
  - 이용시간│도서관 휴관일, 폐관시간(당일 18시부터 익일 09시까지)

※ 무인반납이 안 되는 경우│부록자료와 함께 대출한 자료, 대형자료 등
- 도서예약(대출을 희망하는 도서가 대출중인 경우 해당도서를 예약하여 도서관에 반납되는 즉시 우선적으로 대출받을 수 있슨 서비스)
  - 예약가능권수│1인 3권(1권당 최대 3명 선착순 예약)
  - 신청방법│홈페이지 로그인→통합자료검색→도서정보→예약가능 확인 후 클릭
  - 수령방법│도착시 각 자료실에서 문자알림서비스(SMS)로 메시지 전송 및 수령(반납되는 즉시 문자로 통보)

※ 예약은 약속입니다. 필요한 도서만 예약하고 예약도서는 꼭 대출해 주시기 바랍니다.
- 희망도서 신청(도서관 내 소장하지 않은 도서의 구입신청을 할 수 있는 서비스)
  - 신청가능 권수│1인 월 3권(1년 15권)
  - 신청방법│홈페이지 로그인→자료검색→희망도서신청

- 자료 분실(훼손)
  - 자료의 분실이나 훼손시 동일 도서로 변상

※ 동일 도서로 변상할 수 없는 경우에는 대체자료를 구입하여 변상하여야 하며 사전에 해당 자료실로 문의 바랍니다.
- 복사, 출력, 스캔
  - 도서관 자료복사는 저작권법에 따라 부분복사(1/3)만 가능
  - 이용방법 및 요금

| 위치               | 이용시간                          | 결제방법          | 요금 | 요금                                                    | 요금                                                    | 요금                                                    |
| ------------------ | --------------------------------- | ----------------- | ---- | ------------------------------------------------------- | ------------------------------------------------------- | ------------------------------------------------------- |
| 위치               | 이용시간                          | 결제방법          | 구분 | 용지                                                    | 복사                                                    | 출력                                                    |
| 1층 디지털자료실   | 09:00 ~18:00                      | 신용카드 체크카드 | 흑백 | A4                                                      | 40원                                                    | 50원                                                    |
| 1층 디지털자료실   | 09:00 ~18:00                      | 신용카드 체크카드 | 흑백 | B4, A3                                                  | 50원                                                    | 100원                                                   |
| 3층 복사실 (2개소) | 09:00 ~18:00 (평일: 09:00~ 21:00) | 신용카드 체크카드 | 컬러 | A4                                                      | 300원                                                   | 300원                                                   |
| 3층 복사실 (2개소) | 09:00 ~18:00 (평일: 09:00~ 21:00) | 신용카드 체크카드 | 컬러 | B4, A3                                                  | 600원                                                   | 600원                                                   |
| 3층 복사실 (2개소) | 09:00 ~18:00 (평일: 09:00~ 21:00) | 신용카드 체크카드 | 스캔 | 200원 ※ 소량의 스캔은 디지털자료실에서 무료로 이용 가능 | 200원 ※ 소량의 스캔은 디지털자료실에서 무료로 이용 가능 | 200원 ※ 소량의 스캔은 디지털자료실에서 무료로 이용 가능 |

- 기타이용안내
  - 전자신문│1층 로비, 1층 디지털자료실, 3층 종합자료실
  - 전자도서관│전자책, 오디오북, e-러닝, 전자잡지, 웹DB ※ 정회원에 한해 서비스됩니다.
  - 공공 무선인터넷 사용

## 사서추천도서
- 어린이
  - 정겨운 한옥마을 북촌나들이, 과학탐험대 신기한 스쿨버스, 어린왕자, 꽃들에게 희망을, 짧은 귀 토끼, 행복한 청소부, 커다란 크리스마스트리가 있었는데, 두더지의 소원, 꽃을 선물할게
- 청소년
  - 경연 평화로운 나라로 가는 길, 걱정을 조절하는 7가지 방법, 지금 독립하는 중입니다, 아몬드, 별 볼 일 있는 녀석들, 시간을 파는 상점, 아우렐리우스 명상록, 세계를 건너 너에게 갈게, 이렇게 재미있는 책이라면
- 성인
  - 설민석의 조선왕조실록, 보노보노처럼 살다니 다행이야, 영초언니, 뇌에 스위치를 켜다, 무례한 사람에게 웃으며 대처하는 법, 나미아 잠화점의 기적, 그림책에 마음을 묻다, 김상욱의 과학공부, 이토록 아름다운 세 살

## 울산도서관에 대한 평가

### 긍정적 평가

#### 2018 굿디자인어워드 우수디자인 선정
울산시는 산업디자인진흥법에 따라 국내․외 디자인 전문가의 심사를 거쳐 우리나라 최고의 디자인 상품을 선정하는 ‘2018 우수 디자인(Good Design) 상품’에 ‘울산도서관’이 선정되었다고 밝혔다. 이로써 울산도서관은 산업통상자원부로부터 GD마크를 부여받았다. ‘우수 디자인 상품 선정 제도’는 1985년부터 대통령령 제21097호 및 산업디자인진흥법에 따라 우수한 디자인 상품 개발을 장려하고 국가경쟁력 확보 및 디자인 강국 구현을 위한 세계적 인증가치 구축을 위해 최고의 디자인(제품, 환경, 건축, 패션, 포장 등 22개 분야)을 선정하고 있다. 올해는 우리나라 기업, 공공기관 등에서 제출한 875점 상품을 평가하여 339점(39%)을 우수 디자인 상품으로 선정했다. 울산시는 지난 2009년부터 태화강지방공원, 울산암각화박물관, 십리대밭교, 옹기엑스포 심벌마크, 울산박물관, 번영탑, 울산하늘공원, 문수야구장, 태화루공원, 울산대교, 울산문양디자인 등 공간환경, 커뮤니케이션 분야에서 전국 지자체 중 최다로 12점이 우수 디자인으로 선정됐다. 울산시 관계자는 “시민에게 기피 대상이었던 기존 위생처리장 시설을 일상을 향유하는 공간으로 재탄생시켜 풍요로운 삶에 기여하여 이번 심사에서 울산도서관의 유니버설디자인, 통합디자인 등의 우수성을 높게 인정받았다.”라고 말했다. 울산도서관은 남구 여천동에 부지면적 3만 2,594m2, 건축 연면적 1만 5,176m2(지하 1층, 지상 3층)로 건립된 전국 최대 규모의 도서관으로 지난 4월에 개관했다. 고령자와 장애인을 위해 장애물 없는 생활환경 구축하고 이용자들의 행위와 도서 습관을 반영하기 위해 평면을 설계하여 다양한 문화 활동을 할 수 있도록 복합문화공간으로 구성했다. 한편, 우수디자인으로 선정된 상품은 언론매체를 통해 정부가 인정한 우수디자인 상품임을 수시로 홍보하며 해외 굿디자인 홍보관 운영시 선정상품 홍보 등 다양한 인센티브가 주어진다.

#### 문화랜드마크로 자리매김
울산시는 지난달 26일 개관한 울산도서관이 시민의 복합문화공간의 역할 뿐만 아니라 전국 지자체의 벤치마킹 명소로도 주목받고 있다고 18일 밝혔다. 울산도서관은 최근에 지어진 도서관 중 전국 최대 규모로 건축, 실내공간, LI(Library Identity) 디자인, ICT 솔루션, 도서관 운영계획 등 통합공간디자인 개념이 반영된 국내 최초의 공공도서관이다. 이같은 사례가 입소문 나면서 도서관 건립을 준비하고 있는 지자체들의 견학 신청이 잇따르고 있다. 지금까지 경북도청, 대구광역시, 부산광역시 등이 울산도서관을 둘러보고 감각적인 인테리어와 규모, 최신 정보화 시스템 등을 높이 평가했다. 울산도서관은 매년 문화체육관광부에서 신규 건립하거나 리모델링 예정인 공공도서관을 대상으로 시행하는 '공공도서관 건립운영 컨설팅'에 우수사례로 소개될 예정이다. 시민들에게도 일상 속 지식 놀이터이자 울산 유일의 복합문화교육공간으로 자리 잡아가고 있다. 개관 이후 보름이 지난 현재까지 누적 방문자 수는 9만1000여 명으로 하루 평균 6000명을 넘어서고 있다. 회원가입자와 대출자 수도 각각 1만2000명에 이르고 있으며, 누적 대출권수도 3만3000권으로 1인당 평균 3권 이상 도서 대출이 이루어지고 있어 울산도서관의 인기를 실감할 수 있다. 도서관 1층 로비의 벽면서가 주변은 평일과 주말에 관계없이 방문객들로 붐비고 있으며, 2층 북 카페와 식당도 도서관 이용자들로 큰 호응을 얻고 있다. 유아와 초등학생을 위한 ‘오감책 놀이 퍼포먼스’, ‘아트&펀’, ‘그림책 놀이 3GO’, ‘독서짱 인성팡팡’, ‘세계문화유산 in 대한민국’, 60세 이상 시니어들을 위한 ‘시니어 노래교실’, ‘스마트폰 교실’, 전 시민들을 대상으로 하는 ‘재미있는 그림 속으로‘, ’팝아트 초상화 그리기‘ 등의 문화 교육프로그램도 성황리에 진행되고 있다. 또 300석 규모의 대강당과 50석 규모의 종합영상실, 전시실, 문화교실, 세미나실, 동아리실 등은 문화교육 전시 프로그램 진행에 최적화돼 대관문의가 쏟아지고 있다.

### 부정적 평가

#### 주차공간부족
‘접근성이 떨어지는 도심 외곽, 공해가 심한 공단 인접지, 30여 년간 분뇨를 처리해 온 혐오시설이 있던 곳….’ 울산시립도서관 위치 선정 당시 대다수 언론에서 제기한 문제점이었다. 본보는 제6회 지방선거가 끝난 직후인 2014년 6월 11일자 ‘당선인에게 바란다’라는 제목의 칼럼을 통해 ‘울산시립도서관 건립 예정지를 재검토할 것’을 촉구하기도 했다.
주말인 23일 오후 2시경 울산시립도서관 입구. 여천천변 도로는 도서관에 오기 위해 불법 주차한 차량들이 엉켜 주차장을 방불케 했다. 도서관으로 통하는 교량인 ‘도서관교’에서는 진입 차량이 길게 줄을 서 한참을 기다려야만 했다. 175대 수용 능력인 주차장이 꽉 차 차량 한 대가 빠져나와야만 한 대가 들어갈 수 있었다. 도서관교에서 도서관 입구까지 50m를 가는 데 30여 분이나 걸렸다. 도서관 직원은 “주말과 휴일에는 2000대 안팎의 차량이 몰려든다”고 말했다. 주차장 수용 능력보다 10배 이상 많은 차량이 몰려드는 셈이다. 도서관 건립 당시부터 ‘주차장 지하화’ 목소리가 높았지만 공사비가 많이 든다는 이유로 무시됐다.
대중교통편도 제대로 갖춰지지 않았다. 도서관행 대중교통은 20분 간격의 마을버스 2대가 유일하다. 도서관에서 300여 m 떨어진 현대문화아파트 앞 정류장에 4개 노선의 시내버스가 정차하지만 배차 간격이 30분 안팎이다. 셔틀버스는 버스회사와 협의가 안 돼 무산됐다.
도서관과 울산석유화학공단의 직선거리가 200여 m에 불과해 악취 공해도 심하다. 울산에서는 21일 낮 12시 11분경 가스 냄새로 추정되는 악취 피해 신고가 소방당국에 접수되는 등 올 들어서만 250여 건의 악취 피해 신고가 접수됐다. 청와대 홈페이지에 ‘울산 악취 조사’ 국민청원이 이달 9일부터 시작됐을 정도다.
식당 등 편의시설에 대한 불편과 불만도 많다. 2층 식당의 메뉴 대부분은 5000∼5500원으로 학생들이 이용하기에는 비싼 편이다. 값싸게 이용할 수 있는 편의점조차 없다. 커피도 4000원 안팎이지만, 커피 자판기는 한 대도 없다. 도서관 측은 “식당과 커피숍을 모두 최고가 입찰 방식으로 민간에 운영권을 넘겨줬기 때문에 어쩔 수 없다”고 말했다.
시립도서관을 분뇨처리장 터에 짓기로 해 논란이 한창일 때인 2013년 1월 울산시의 고위 간부는 기자 간담회에서 “혐오시설 부지에 교육문화시설을 건립함으로써 친환경, 문화도시로 변모하는 울산의 역사를 상징적으로 표현할 수 있다”고 말했다. 하지만 기자가 이날 둘러본 시립도서관은 ‘친환경, 문화도시로 변모한 울산의 상징’으로 보기 어려웠다.
651억 원을 들여 지은 시립도서관을 이제 와서 옮길 수는 없는 노릇이다. 하루빨리 문제점을 고치고 대책을 세워야 한다는 게 울산시민들의 한결같은 지적이다.
두 아이와 함께 도서관을 찾았다는 김모 씨(38) 부부는 “주차요금이 신경 쓰이고 아이들을 데리고 있을 공간이 마땅찮아 금방 나와 버렸다”고 말했다.

#### 전기 과부하 현상&보도블럭 꺼짐현상&인근 공단의 악취문제
지역 독서문화 확산과 시민들의 지식 커뮤니티 장으로 큰 호응을 얻고 있는 울산도서관이 개관한지 한 달도 되지 않아 일부 자료실 내 전기 과부하 및 관사 주변 절개지 문제 등 하자가 의심되는 현상이 속출하고 있다. 아울러 교통편 부족과 주차부족 등 개관 전부터 예상됐던 이용객 불편사항도 현실화되고 있어 대책 강구가 필요하다는 지적이다. 지난 18일 오후 찾은 울산도서관은 전국 지역대표도서관 중 최대 규모에 걸맞게 웅장한 시설을 자랑했다. 1층 어린이자료열람실은 넓은 공간에 안전매트가 깔려져 있어 부모와 아이가 함께 즐기기 충분했고, 2층 북카페에는 커피 한잔과 함께 독서 이야기로 꽃피우는 이용객들로 가득했다. 3층 종합자료실에는 독서삼매경에 빠진 이들과 ‘열공족’들이 모여 북적거렸다. 겉모습은 더할 나위 없이 완벽했으나 속은 그렇지 않아 보였다. 일부 자료실 내 전력량 쏠림 현상이 생길 경우 전기공급이 중단되는 등 ‘전기 과부하 현상’이 발생하고 있는 것. 실제 이날 3층 일반자료실 내 다문화자료코너 쪽 스탠드에는 ‘1일 스탠스석 에너지 사용량이 많을 경우 자동으로 전기차단기가 내려가니 다른 좌석 이용을 부탁드립니다’라고 쓰인 안내문이 붙어있기도 했다. 도서관 측에 따르면 이 같은 전기 과부하 현상은 지난달 26일 정식 개관 이후 2~3차례 있었다. 다문화자료 코너 쪽 스탠드는 대략 10여석으로, 이용객들이 전기를 사용하는 것은 기껏해야 휴대폰 충전이나 노트북을 사용하는 정도다. 이 정도 전력량으로 과부하가 걸린다는 것은 이해하기 힘들다는 지적이다. 특히 종이로 된 서적이 2만권 가까이 비치돼 있고 아동과 청소년, 노약자가 주로 출입하는 대규모 도서관에 이 같은 현상은 과부하나 누전 등으로 인한 화재사고 우려도 있어 보였다. 또 에어컨 사용 등이 증가하는 한 여름에 이 같은 현상이 일어날 경우 불편은 더 증가할 것으로 보였다. 도서관 측은 설계나 공사 부분에 하자가 있다거나, ‘누전’ 등 화재 의심 요소 현상은 아니라는 입장이다. 도서관 관계자는 “전력량이 많을 시 전기가 다운되는 현상이 발생해 누전 검사 등을 진행해 봤으나 누전을 의심할 만한 부분은 없었다”며 “다문화자료 코너 쪽 스탠드를 설치하면서 바닥 안에 있는 전기 배선을 추출해 사용해야 했는데, 미관상 보행 공간을 피해 최대한 벽면에 가까운 바닥을 뚫어 한꺼번에 전기배선을 뽑은 것 때문에 생긴 문제로 추측하고 있다”고 해명했다. 도서관은 이 같은 현상이 대강 ‘2~3차례’ 일어났다고 밝힐 뿐 정확히 언제, 몇 번 일어났는지는 파악하지 못하고 있었다. 업무일지 등에 기재돼 있지 않냐는 취재진에 질문에 도서관 측은 “횟수를 따로 적어놓지는 않았다”고 말했다. 문제는 전기 과부하뿐 만이 아니다. 일부 지역 언론이 도서관 건물 주변 곳곳 보도블럭 꺼짐현상과 도서관 주변을 감싸고 있는 절개지의 토사 유실 부분을 지적하고 나서면서 안전에 대한 우려도 제기되고 있는 실정이다. 실제 이날 절개지에는 낙석방지망 등이 설치돼 있지 않아 대책 마련이 시급해보였다. 시설 뿐 아니라 개관 전 제기됐던 교통불편과 주차공간 부족, 인근 공단의 악취 부분 등에 대해서도 이용객들을 통해 확인되면서 현실화되고 있다. 이날 한 이용객은 “울산에 발령받은 남편을 따라 울산에 처음 와 지리가 어두운데, 버스를 몇 번 갈아타야하는 어려움이 있어 남편이 차를 태워주지 않는 이상 잘 가지 않게 된다”며 “또 인근에 석유화학공단이 있다고 들었는데 얼마 전 염소가 누출되는 등의 보도를 보고 가기가 좀 꺼려진다”고 말했다. 다른 이용객은 “다 좋은데 주말 같은 경우에는 주차장이 많이 부족하다. 물론 언론 보도를 통해 부족할 수 있다는 소식을 미리 들었지만 교통편도 그리 좋지 못한 상황에서 주차장까지 부족하면 어떻게 올 수 있겠냐”고 지적했다.

## 역대 울산도서관장
제 1대: 신정성 (2018년 1월~2018년 7월)
제 2대: 이동엽 (2018년 8월~2018년 12월)
제 3대: 정덕모 (2019년 1월~